# 智利割齒喉盤魚
智利割齒喉盤魚，為輻鰭魚綱鱸形目喉盤魚亞目喉盤魚科的其中一種，分布於東太平洋的智利海域，棲息深度可達12公尺，體長可達5公分，屬底棲性魚類，棲息在淺水域。